# Metareva semidivisa
Metareva semidivisa är en fjärilsart som beskrevs av Rothschild 1912. Metareva semidivisa ingår i släktet Metareva och familjen björnspinnare. Inga underarter finns listade i Catalogue of Life.